# Faster & Louder: Hardcore Punk, Vol. 1
Faster & Louder, Vol. 1 è il primo volume dell'omonima serie di compilation della Rhino Records, che comprende anche una seconda pubblicazione, Faster & Louder: Hardcore Punk, Vol. 2. La raccolta comprende molti dei massimi esponenti dell'hardcore statunitense, tra cui Dead Kennedys, Bad Brains, Circle Jerks, Hüsker Dü e Suicidal Tendencies.

## Tracce
1. Holiday in Cambodia (Dead Kennedys) (3:44)
2. Pay to Cum (Bad Brains) (1:26)
3. World up My Ass (Circle Jerks) (1:16)
4. I Saw Your Mommy (Suicidal Tendencies) (4:53)
5. Dicks Hate the Police (The Dicks) (2:01)
6. Lights Out Mike (Angry Samoans) (0:52)
7. One Down Three to Go (The Meatmen) (1:04)
8. Get It Away (SSD) (2:49)
9. Linda Blair (Redd Kross) (2:05)
10. World War 3 (D.O.A.) (4:24)
11. Modern Needs (Really Red) (1:56)
12. John Wayne Was a Nazi (The Stains) (2:19)
13. Fun and Games (Government Issue) (1:03)
14. That's How I Escaped My Certain Fate (Mission of Burma) (2:02)
15. Statues (Hüsker Dü) (4:33)
16. I'm a Bug (Urinals) (1:14)
17. Scavenger of Death (Bob B. Soxx & the Blue Jeans) (3:28)

## Crediti[3]
- Chris Clarke - remastering
- Bill Inglot - remastering
- Ken Perry - remastering
- Ed Colver - fotografia
- Glen E. Friedman - fotografia
- B.C. Kagan - fotografia
- Jenny Lens - fotografia
- Geoff Gans - art director
- Johan Kugelberg - note di copertina
- Monster X - design
- Ted Myers - direttore del progetto
- Gary Panter - illustrazioni
- Geoffrey Weiss - compilazione